# Eric Clapton (album)
Eric Clapton er titlen på Eric Claptons første albumudgivelse i eget navn, udgivet i august 1970. Eric Clapton er indspillet på en enkelt dag, den 13. september 1969, kort efter Clapton havde forladt Blind Faith. 
Albummet er bedst kendt for en coverversion af J.J. Cale-nummeret "After Midnight". Dette nummer blev Claptons første singlehit, og gjorde samtidig J.J. Cale berømt. Albummet indeholder en række blues rock-numre, hvoraf bl.a. "Blues Power" og "Let it Rain" er blevet en fast del af Claptons repertoire.
På albummet medvirker Bobby Whitlock, Jim Gordon og Carl Radle, som alle fra maj 1970 indgik i Claptons nye gruppe Derek and the Dominoes.

## Numre
1. "Slunky"
2. "Bad Boy"
3. "Lonesome and a Long Way from Home"
4. "After Midnight"
5. "Easy Now"
6. "Blues Power"
7. "Bottle of Red Wine"
8. "Lovin' You Lovin' Me"
9. "Told You For the Last Time"
10. "Don't Know Why"
11. "Let it Rain"